# Носач авиона Теодор Рузвелт (CVN-71)
Носач авиона Теодор Рузвелт (CVN-71) (engl. USS Theodore Roosevelt (CVN-71)) је амерички носач авиона на нуклеарни погон класе Нимиц. Четврти је носач авиона из Нимиц класе, а добио је име по 26. предсједнику Сједињених Америчких Држава Теодору Рузвелту. Брод је поринут 25. октобра 1986, а прву мисију имао је током 1991, за вријеме операције Пустињска олуја. Међу члановима посаде носач је познат као „the Big Stick“. Изградња брода коштала је 4,5 милијарди долара, према вриједности долара из 2007.
У прву мисију брод је кренуо 30. децембра 1988, током које је прокрстарио Средоземним морем, Црвеним морем и Персијским заливом, прије него што се вратио у поморску базу у Норфоку у Вирџинији, 30. јуна 1989. Током операције Пустињска олуја, кориштен је више од било којег другог америчког носача. Теодор Рузвелт је такође учествовао у операцији наметања „зоне забрањеног летења“ изнад Босне и Херцеговине, током које се налазио у Јадранском мору.